# Olaf d'Olonne
Le Olaf d'Olonne est une réplique française de bateau viking funéraire du bateau de Gokstad découvert en 1880 dans une ferme de Gokstad près d’Oslo. En 1893 la Norvège avait construit un Drakkar à l’identique du Gokstad, appelé « Viking » qui a traversé l’Atlantique Nord en empruntant la route d’Eric Le Rouge, pour rejoindre Chicago et s’y amarrer pendant toute l’Exposition Universelle de Chicago. A la fin de l’exposition, la Norvège a offert le Drakkar à la ville de Chicago où l’on peut encore le visiter. 
Olaf d’Olonne, le Drakkar de Vendée a nécessité presque 2 ans de construction (décembre 2022 à octobre 2024). Le 25 octobre 2024, il est mis à l'eau aux Sables d'Olonne, son port d'attache. Le chantier basé sur la commune de l’île d’Olonne a été animé par une quarantaine de bénévoles qui ont y consacré plus de 35.000 heures. La réussite de cette construction tient aussi au partenariat et au mécénat des entreprises et de la filière bois qui ont accompagnées financièrement le projet. Plus de 80 partenaires pour un budget de 700.000 €.

## Histoire

### Construction

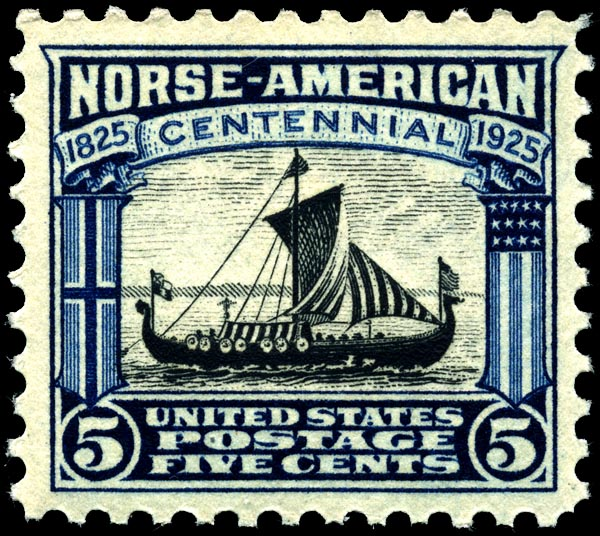
Viking (timbre-poste US)

L’histoire du bateau débute en juin 2021 grâce à une poignée de passionnés réunis en l'association Drakkar de Vendée autour d’un projet ambitieux : construire un véritable drakkar avec pour objectif de traverser l’Atlantique. Rapidement se pose la question de la réplique à réaliser. C’est finalement le Gokstad qui est choisi. Ce bateau-tombe du IXe siècle avait été retrouvé en Norvège en 1880. Une première réplique, "le Viking", avait réalisé le voyage Norvège Etats-Unis en 1893 avant d’être offerte au gouvernement américain.
C’est à partir des plans réalisés au XIXe siècle. Les travaux commencent dès la fin de l’année 2021 avec la construction du chantier naval à L'Île-d'Olonne (pose d’une dalle en béton et installation d'un abri). 
En 2022, l’équipe s’attelle à la réalisation d’une chaloupe, actuellement exposée à la salle de la Salorge à l’Île d’Olonne, et aux premiers boucliers. En décembre 2022, la construction du drakkar commence véritablement. Pendant près de deux ans, des bénévoles, des entreprises, des élèves d’écoles de menuiserie œuvrent pour mener à bien le projet.

### Mise à l'eau
Le 25 octobre 2024 le navire quitte son abri de l’Ile d’Olonne pour être mis à l’eau au port de commerce de la Cabaude.
S’ensuit alors une période d’adaptation du drakkar à son environnement. Au IXe siècle, l’étanchéification d’un navire à bordage à clin est parfois réalisée en plongeant le navire dans l’eau pour faire gonfler le bois. Pas question ici de couler l’Olaf d’Olonne ; pendant près de 15 jours des équipes de bénévoles se relaient toutes les 4 heures pour contrôler les entrées d’eau dans le drakkar. Les fuites sont colmatées avec de l’étoupe et peu à peu le débit d’eau rejeté diminue et se stabilise. Olaf d’Olonne effectue ses premiers essais à quelques jours du Vendée Globe. Le créateur du Vendée Globe Philippe Jeantot assiste à son baptême le 2 novembre 2024. 
Le 10 novembre 2024, commandé par le capitaine Marchesseau, il accompagne vers la ligne de départ les skipper de l’Everest des mers avec une visite de Son Altesse le Prince Albert II de Monaco.

### Caractéristiques
La conception du drakkar a nécessité plus de 35.000 heures de travail de la part de 40 bénévoles professionnels et amateurs. 
La coque du drakkar ,en bordage à clin (les bordés se superposent et sont assemblés par rivets) mesure 23,2 m de long pour 5,5 m de large. Il est doté d'un mât de 14,5 m et d'une vergue de 12,5 m portant une voile carrée  de 110 m2.
L'ensemble du navire pèse 18 tonnes à sec. 